# Franzensbrücke

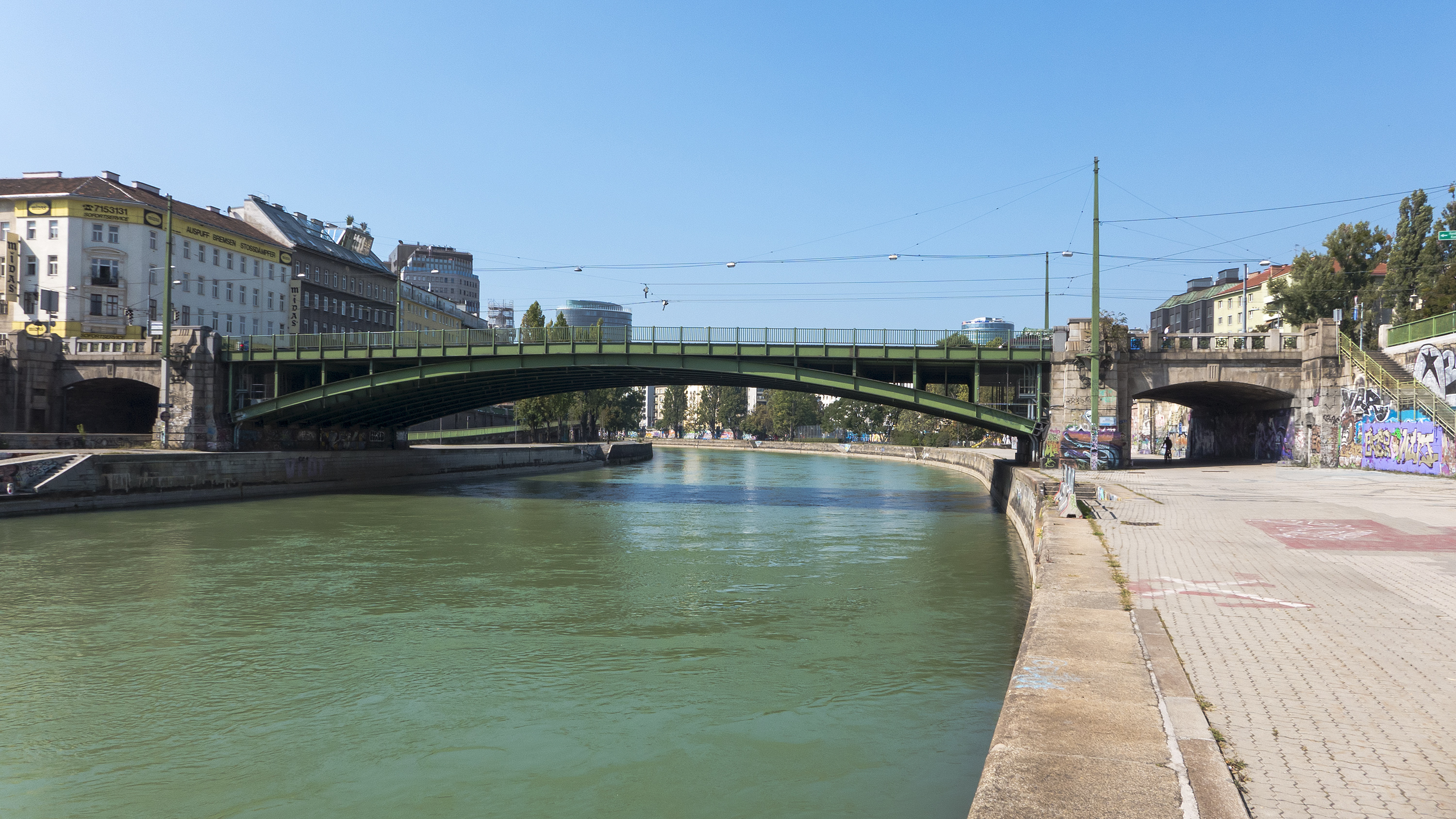
Die Franzensbrücke,
stromaufwärts gesehen

Die Franzensbrücke überquert den Donaukanal in Wien und verbindet die Bezirke 2 und 3, Leopoldstadt und Landstraße.

## Lage
Die Brücke befindet sich knapp östlich des historischen Stadtkerns nahe dem Prater (2. Bezirk) und neben der wenige Meter flussabwärts gelegenen Brücke der Verbindungsbahn zwischen Nord- und Südbahn, heute die sogenannte Stammstrecke der S-Bahn Wien. Neben dem Autoverkehr wird sie von der Straßenbahnlinie O auf dem Weg zum Praterstern (2. Bezirk), einem der größten Verkehrsknotenpunkte Wiens, benutzt. In ihrer Nähe befinden sich das KunstHausWien und der Sitz des Rechnungshofs, beide im 3. Bezirk. Die nächste Brücke flussaufwärts ist die Aspernbrücke, die nächste Straßenbrücke flussabwärts die Rotundenbrücke.

## 1782–1799
Die zweitälteste Brücke im Raum Wien wurde 1782 aus Holz erbaut und verband die damalige Vorstadt Weißgerber, heute Teil des 3. Bezirks, mit dem noch weitgehend aus Donauauen bestehenden Prater bzw. der Vorstadt Jägerzeile, heute Teil des 2. Bezirks. Durch Hochwässer und Eisstöße wurde sie immer wieder beschädigt, doch diese Schäden konnten immer wieder ausgebessert werden. Ein ungewöhnlich starker Eisstoß am 27. Februar 1799 zerstörte die Brücke.

## 1801–1844
In den Jahren 1801 bis 1803 wurde nach Plänen von Johann Baptist Freiherr von Pacassi neuerlich eine Brücke erbaut, die den Namen „Weißgerberbrücke“ erhielt. Den Grundstein legte Kaiser Franz am 16. September 1801. Die Verkehrsfreigabe erfolgte am 7. November 1803. 1809 wollte man die Brücke sprengen, um die aus den Donauauen anmarschierende französische Armee unter Napoléon Bonaparte an der Überquerung des Donaukanals zu hindern; sie wurde dann aber nur teilweise abgetragen. Ein Grund für die Schonung der Brücke soll gewesen sein, dass sie von den Wienern „die schöne Brücke“ genannt wurde. Auf einem Praterplan von 1825 scheint die Brücke als Franzensbrücke auf, benannt nach Kaiser Franz, seit 1804 erster Kaiser von Österreich.

## 1844–1898

Die alte Franzenskettenbrücke

1844–1848 wurde die Holzbrücke durch eine unversteifte Kettenbrücke mit 83,71 Meter Stützweite, 18,96 Meter Gesamtbreite und drei Tragketten nach Plänen des Ingenieurs Nicolaus von der k.k. Wasserbaudirektion ersetzt; inzwischen hatte sich an beiden Ufern des Donaukanals die Besiedlung wesentlich verdichtet. Am 15. Februar 1848 wurde der Neubau für den Verkehr freigegeben. Die neue Brücke wurde nun auch offiziell nach Kaiser Franz, der 1835 verstorben war, benannt. Im Laufe der Jahre wurde sie, da sich beim Praterstern (seit 1850 im 2. Bezirk) der wichtigste Bahnhof Wiens, der Nordbahnhof, befand, die am meisten vom Lastenverkehr benutzte Brücke, so dass sie 1866 verstärkt und 1893 stromabwärts ein Fußgängersteg aus Holz zur weiteren Entlastung errichtet wurde.

## 1898–1945

„Erstes Project vom Jahre 1896“ (Zeichnung: Blick stromaufwärts)

„Die Montirung der Eisenconstruction“

Die neue Franzensbrücke nach ihrer Eröffnung am 4. September 1899, Blick stromabwärts; im Hintergrund die bis 1859 errichtete Verbindungsbahnbrücke

Da die Verstärkungsmaßnahmen nicht mehr ausreichten, beschloss der Wiener Gemeinderat im Jahr 1891 den Bau einer neuen Brücke. Der Architektenwettbewerb wurde allerdings erst 1896 ausgeschrieben. Am 17. Dezember 1897 beschloss der Wiener Gemeinderat, die Arbeiten an den Brückenpfeilern der Firma E. Gärtner und die Stahlbauarbeiten der Witkowitzer Gewerkschaft zu übertragen. Mit den Abbrucharbeiten der alten Brücke wurde am 27. Dezember 1897 begonnen.
Die neue Franzensbrücke wurde als Bogenbrücke mit 24 Meter Breite (16 Meter Fahrbahn) errichtet und war damit die breiteste Donaukanalbrücke ihrer Zeit. Die Pläne stammten von Franz Pfeuffer und Franz von Krauß.
Am 15. März 1898 wurde mit den Arbeiten an den Fundamenten der neuen Brücke begonnen. Ende August des gleichen Jahres wurde mit dem Aufmauern des ersten Brückenpfeilers am rechten Ufer begonnen. Mit der Einstellung der Schifffahrt auf dem Donaukanal am 1. Dezember 1898 konnte die Witkowitzer Gewerkschaft mit den Stahlbauarbeiten an der Brücke beginnen. Diese wurden am 18. März 1899 abgeschlossen. Die Arbeiten an den beiden in die Brückenkonstruktion integrierten Gasleitungsrohren konnten vertragsgemäß am 1. April 1899 beendet werden.
Die schmiedeeisernen Brückengeländer wurden von der Firma A. Milde gefertigt, die Wappen, Mauerkronen und Bronzezweige an den Pfeilerköpfen wurden von den Firmen F. Wenzel und A. Krupp hergestellt.
Nach der Anfang August durchgeführten Belastungsprobe fand am 4. September 1899 die feierliche Schlusssteinlegung in Anwesenheit von Bürgermeister Karl Lueger und Eisenbahnminister Heinrich von Wittek statt.
Die Errichtung der Stiegenanlagen durch die k.k. Hafenbaudirektion wurde erst nach der Fertigstellung der Kai- und Stützmauern im Zuge der Donaukanalregulierung in Angriff genommen.
Die Straßenbahngleise vom Radetzkyplatz im 3. Bezirk durch die Radetzkystraße, über die Franzensbrücke und durch die Franzensbrückenstraße im 2. Bezirk zum Praterstern wurden 1902 eröffnet.
Auf dem rechten Donaukanalufer unterquerte 1914–1945 die Wiener Stadtstrecke der elektrisch betriebenen Pressburger Bahn, einer Lokalbahn in die slowakische Hauptstadt, die Franzensbrücke auf dem Vorkai.
Während der Schlacht um Wien im April 1945 wurde die Brücke von deutschen Einheiten gesprengt, sowjetische Pioniere errichteten im Sommer 1945 einen provisorischen Übergang aus Holz.

## 1947–heute

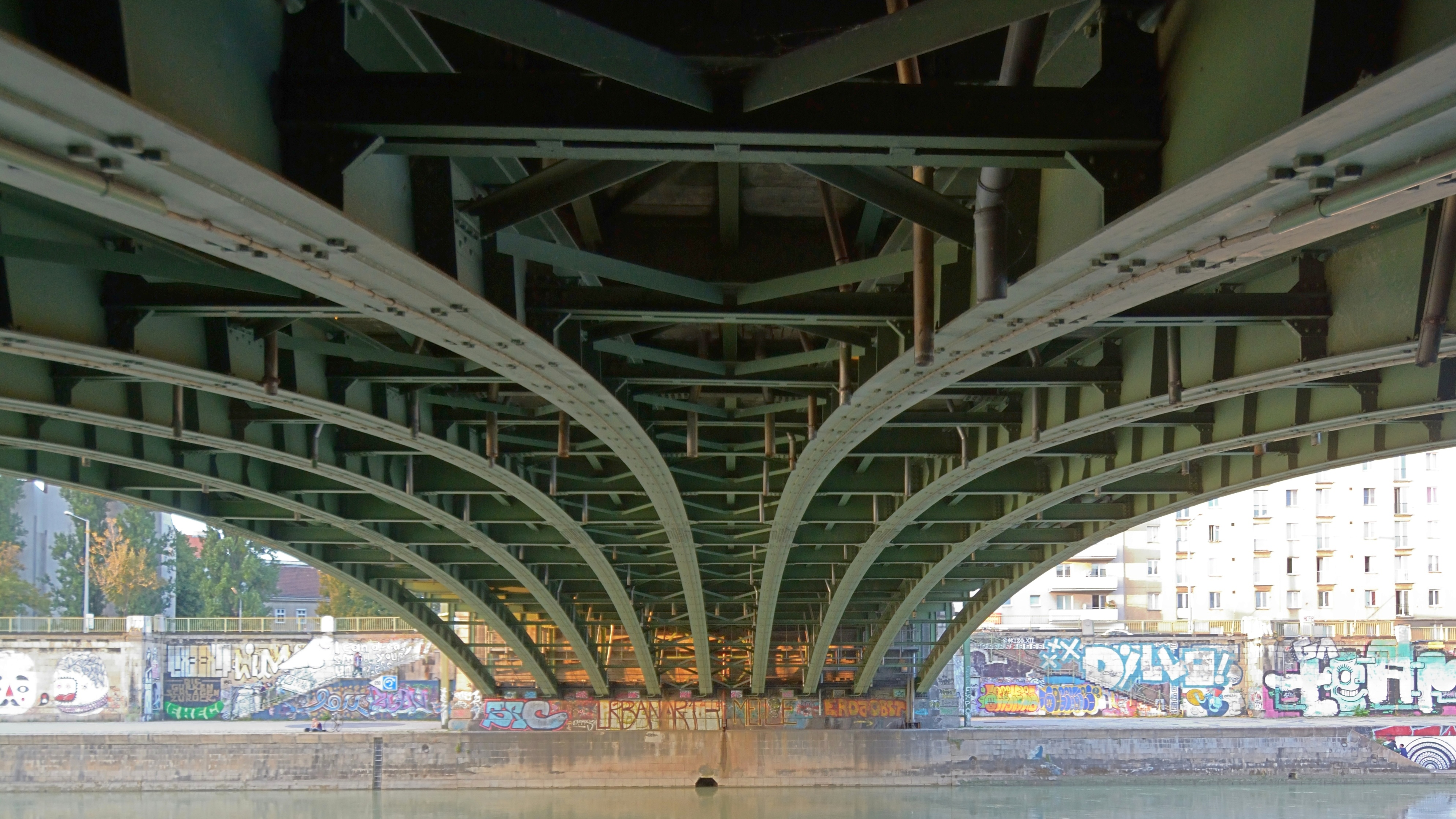
Unterseite der aktuellen Franzensbrücke

Die derzeitige Franzensbrücke ist mit 17 Meter Breite um einen Meter breiter als ihre zerstörte Vorgängerin und wurde von der Firma Waagner Biro als Provisorium 1947 / 1948 erbaut, erfüllt aber als typisch wienerisches Dauerprovisorium heute noch ihre Pflicht. Mit einer höchstzulässigen Belastung von 800 Tonnen ist sie die tragfähigste Brücke über den Donaukanal. Im damaligen Stadtgebiet von Wien war die Franzensbrücke die 91. wiederhergestellte Straßenbrücke.
Die Montage der Hauptträger erfolgte nach einer für Wien neuen Methode. Diese wurden als je zwei 14 Tonnen schwere Hälften im Werk fertig montiert, auf der Baustelle mittels Kränen gleichzeitig eingehoben und in der Mitte miteinander verschraubt.
Die Verkehrsfreigabe der neu errichteten Stahlbrücke erfolgte am 25. September 1948 durch Bürgermeister Theodor Körner.
Die Brücke wird wie ihre Vorgängerin von der Straßenbahn befahren. Bis 1980 verkehrten hier Zweierlinien, heute ist es die Straßenbahnlinie O, die den Praterstern mit dem 10. Bezirk im Süden Wiens verbindet.
Im Sommer 2022 wurde die Franzensbrücke saniert und im Zuge dessen für drei Monate vollständig gesperrt. In diesem Zeitraum musste die Straßenbahnlinie O auf beiden Seiten der Brücke kurzgeführt werden und verkehrte nur zwischen den Haltestellen Raxstraße/Rudolfshügelgasse und Matthäusgasse bzw. Praterstern und Bruno-Marek-Allee. Für Fußgänger und Radfahrer wurde ein neben der Brücke gelegener Steg eingerichtet.